# Botryllophilus banyulensis
Botryllophilus banyulensis – gatunek widłonoga z rodziny Botryllophilidae. Nazwa naukowa tego gatunku skorupiaków została opublikowana w 1909 roku przez zoologa Ernesta Brémenta.